# Suimî, Zdolbuniv
Suimî (în ucraineană Суйми) este un sat în comuna Pivce din raionul Zdolbuniv, regiunea Rivne, Ucraina.

## Demografie
Componența lingvistică a localității Suimî
     Ucraineană (100%)
Conform recensământului din 2001, toată populația localității Suimî era vorbitoare de ucraineană (100%).